# Stipa aliena
Stipa aliena là một loài thực vật có hoa trong họ Hòa thảo. Loài này được Keng miêu tả khoa học đầu tiên năm 1941.